# Wilbur Thompson
Wilbur Thompson, född 6 april 1921 i Frankfort i South Dakota, död 25 december 2013, var en amerikansk friidrottare (kulstötare).
Wilbur blev olympisk mästare på kulstötning vid olympiska sommarspelen 1948 i London.